# 柳田友道
柳田 友道（やなぎた ともみち、1914年（大正3年）6月18日 - 2012年（平成24年））は、 東京帝国大学医学部薬学科を卒業し、東京大学教授、応用微生物研究所所長を経て、富山大学教授から富山大学学長に就任。 日本の微生物学者として、微生物科学を確立した。

## 略歴
1914年(大正3年)　誕生（茨城県磯原町） 
1937年(昭和12年）　東京帝国大学医学部薬学科入学 
1940年(昭和15年)　海軍短期現役士官 薬剤科
1946年(昭和21年)　東京大学理学部植物学教室研究生 
1962年(昭和37年)　東京大学教授 
1968年(昭和43年)　東京大学応用微生物研究所(東京大学定量生命学研究所)の7代目所長に就任　
1975年(昭和50年)　東京大学名誉教授、富山大学教授に就任 
1979年(昭和54年)　富山大学学長に就任
1985年(昭和60年)　退官、富山大学名誉教授 
2012年(平成24年10月)　北海道にて没。

## 著書
- 『赤潮』（著者） 講談社 1976年4月
- 『分類・代謝・細胞生理』（著者） 学会出版センター 1980年3月
- 『成長・増殖・増殖阻害』（著者） 学会出版センター 1981年3月
- 『バイオの源流 : 人と微生物との係わり』（著者） 学会出版センター 1987年12月
- 『うま味の誕生―発酵食品物語』（著者） 岩波新書 1992年2月
- 『食をとりまく環境―歴史に学ぶ健康とのかかわり』（著者） 学会出版センター 1996年7月